# Greatest Hits II (álbum de Queen)
Greatest Hits II é um álbum dos melhores êxitos da banda de rock inglesa Queen, lançado em 28 de outubro de 1991, um mês antes do falecimento do vocalista Freddie Mercury. O disco contém uma seleção de canções de 1982 a 1991, abrangendo faixas de Hot Space até Innuendo.
No Brasil, o álbum recebeu disco de platina duplo.

## Faixas
Todas as faixas por Queen, exceto onde anotado.
1. "A Kind of Magic" (Roger Taylor) – 4:22
2. "Under Pressure" (Queen & David Bowie) – 3:56
3. "Radio Ga Ga" (Roger Taylor) – 5:43
4. "I Want It All" – 4:01
5. "I Want To Break Free" (John Deacon) – 4:18
6. "Innuendo" – 6:27
7. "It's a Hard Life" (Freddie Mercury) – 4:09
8. "Breakthru" – 4:09
9. "Who Wants To Live Forever" (Brian May) – 4:57
10. "Headlong" – 4:33
11. "The Miracle" – 4:54
12. "I'm Going Slightly Mad" – 4:07
13. "The Invisible Man" – 3:58
14. "Hammer to Fall" (Brian May) – 3:40
15. "Friends Will Be Friends" (Deacon / Mercury) – 4:08
16. "The Show Must Go On" – 4:23
17. "One Vision" – 4:02